# 氷川社 (さいたま市見沼区)

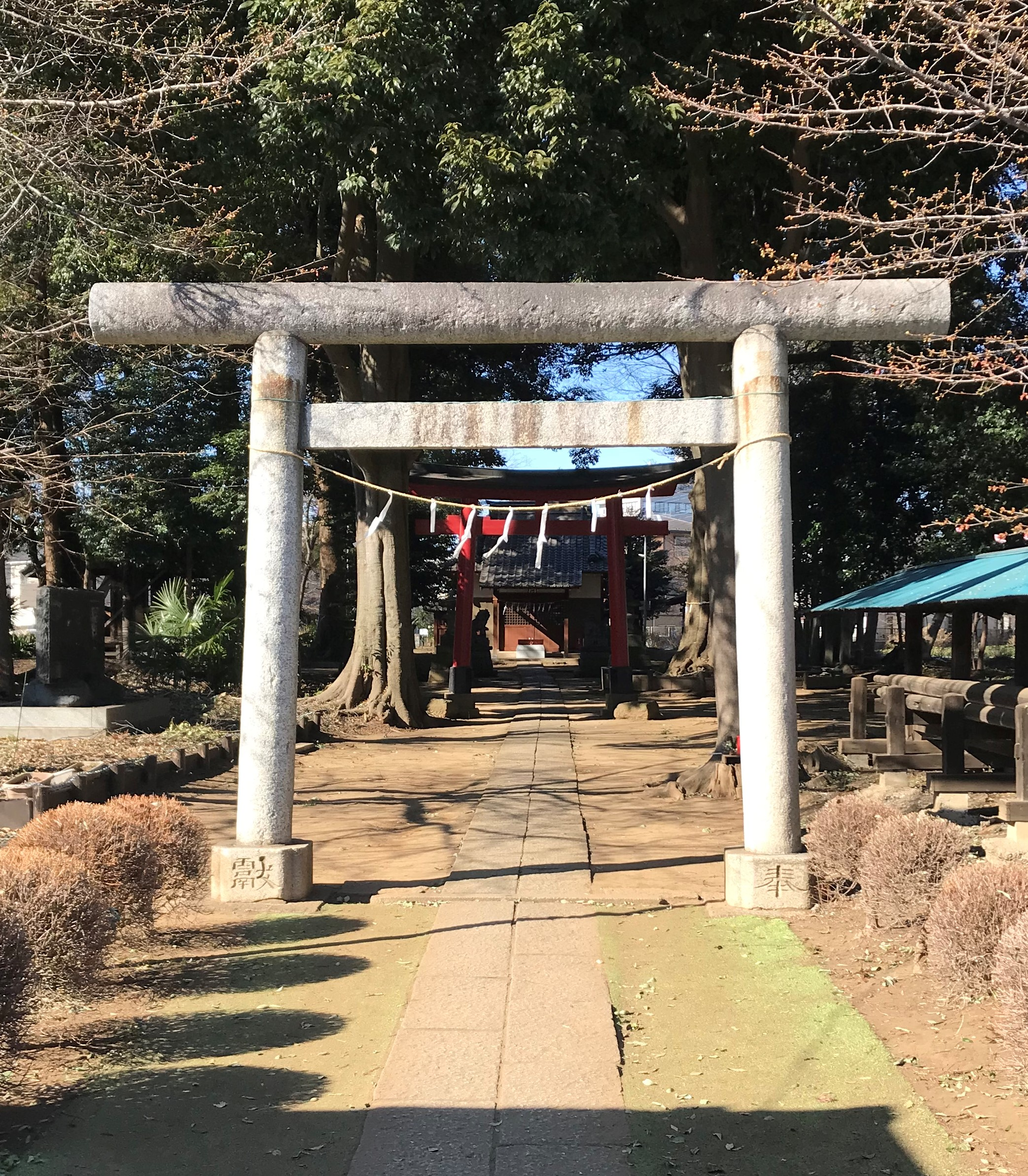
鳥居

氷川社（ひかわしゃ）は、埼玉県さいたま市見沼区の神社。

## 歴史
創建年代は不明である。ただ江戸時代後期の地誌『新編武蔵風土記稿』に記載されていることから、その頃には既に存在していたものと推測される。「大聖寺」が別当寺であった。大聖寺は天台宗の寺院であったが、明治初期の神仏分離により、廃寺に追い込まれた。
1873年（明治6年）、近代社格制度に基づく「村社」に列せられ、1907年（明治40年）の神社合祀により、周辺の神社が合祀された。

## 交通アクセス
- 東大宮駅より徒歩9分。